# 鹿児島県県民の森
鹿児島県県民の森（かごしまけんけんみんのもり）は、鹿児島県姶良市と霧島市溝辺町にまたがって位置している県民の森である。牟田山地区、長尾平地区、丹生附地区に施設が設けられている。面積は約1,000 haあり、1984年（昭和59年）に開かれた第35回全国植樹祭を記念して、その跡地に建設された。年間約12 - 13万人が訪れている。指定管理者制度に基づき鹿児島県森林整備公社が管理・運営を行っている。

## 概要
姶良市にある牟田山地区に管理事務所・中央広場・食堂・森林学習展示館・アスレチックコース・キャンプ場などが集中している。加治木町にある丹生附地区にはオートキャンプ場・ターゲットバードゴルフ場・薬草園などがある。霧島市にある長尾地区には、長尾山を中心とするハイキングコースがある。

## 営業時間
営業は8時30分から17時まで、休日は毎週水曜日と12月29日 - 1月3日となっている。